# How to Lose Friends & Alienate People (film)
How to Lose Friends & Alienate People is een Amerikaanse filmkomedie uit 2008 onder regie van Robert B. Weide. Het verhaal is gebaseerd op dat uit het gelijknamige boek van Toby Young.

## Inhoud

### Proloog
Showbizverslaggever Sidney Young (Simon Pegg) zit samen met kersverse filmster Sophie Maes (Megan Fox) op de uitreiking van de Apollo Film Awards. Hij vertelt dat ze heeft gezegd dat ze met hem naar bed zal gaan als ze wint, waarop ze daadwerkelijk wordt omgeroepen als winnares. Young vertelt daarop dat zijn leven er een jaar geleden heel anders uitzag.

### Verhaal
Een jaar eerder. Young werkt voor B-showbizzblad Post Modern Review, dat amper tot geen financiële middelen heeft en compleet niet erkend wordt door de wereld van beroemdheden en hun entourages. De enige manier waarop hij weleens A-feestjes binnenkomt en zo iemand te spreken krijgt, is door list en bedrog.
Young wordt gebeld door Clayton Harding (Jeff Bridges), de hoofdredacteur van het grote showbizzblad Sharp's Magazine. Hij biedt hem tot zijn grote verbazing een baan aan. Daarop vliegt hij enthousiast naar New York. Die avond stort hij zich meteen voluit in het nachtleven, dat niet op de onaangepaste snuiter zit te wachten. Daarom belandt Young aan de bar naast Alison Olsen (Kirsten Dunst). Hij stelt zich voor als succesvol reporter van Sharp's Magazine, maar zij prikt zo door zijn bluf heen. Ze raakt snel geïrriteerd door zijn praatjes. Wanneer ze vertrekt, stelt ze hem voor aan haar 'vriendin' Bobbie (Charlotte Devaney). Zij blijkt echter eenmaal naakt in zijn appartement een transseksueel.
Harding maakt Young de volgende dag op zijn kantoor duidelijk dat hij vooral niet moet denken dat hij gearriveerd is. De hiërarchie bij Sharp's Magazine verloopt volgens de 'zeven kamers'-structuur en Young zit in de eerste. Als hij heel hard werkt, komt hij misschien omhoog. Daarop stelt Harding hem voor aan Lawrence Maddox (Danny Huston). Hij is het hoofd van de sectie I Spy, waar Young komt te werken. Maddox stelt hem op zijn beurt voor aan zijn begeleidster op de redactie de eerstkomende tijd: Alison Olsen. Young staat zodoende al op achterstand voor hij zijn eerste letter op papier zet.
Young toont zich binnen een mum van tijd aan de redactie als totaal wars van aanpassing aan zijn nieuwe omgeving. Hijzelf denkt dat dit goed is, want 'een frisse kritische aanpak', maar zowel zijn directe omgeving als de sterren waarover hij moet schrijven, ergeren zich vooral aan hem. Wanneer hij met Olsen en Maddox naar een feestje gaat, ziet hij laatstgenoemde daarentegen vooral likken bij de nieuwe sterren (en de oudere schofferen). Iets wat hijzelf niet wil. Zo schuift Maddox oudgediend filmactrice Rachel Petkoff (Diana Kent) ongeïnteresseerd ter zijde, maar laat Young haar merken op de hoogte te zijn van haar films en graag haar handtekening te willen. Filmagente Eleanor Johnson (Gillian Anderson) biedt hem een exclusief verhaal aan met haar cliënt, de nieuwe regisseur Vincent Lepak (Max Minghella). Hij moet dan wel positief over hem schrijven. Aangezien Young diens werk rotzooi vindt, weigert hij dit op zijn beurt. Hij stelt hoofdredacteur Harding daarentegen voor om Lepaks werk in een artikel te ontmaskeren als broddelwerk. Harding wil echter geen 'afzeikjournalistiek' in zijn blad, waarvan vooral de oplage hem lief is.
Tot Youngs grote verbazing blijkt Maddox op de volgende redactievergadering te komen met het idee om een grote comebackspecial te maken over Petkoff: het idee van Young waarvan Maddox niets wilde weten. Deze promoveert vervolgens, terwijl Young de paria van de redactie blijft die nog geen letter in druk heeft gezien. Wel ontdooit Olsen een beetje voor hem, want Young blijkt het zo kwaad allemaal niet te bedoelen en is bovendien een lopende encyclopedie gevuld met citaten uit allerlei films. Op een feestje krijgt hij de kans met filmster Maes naar bed te gaan, maar treft hij Olsen in zak en as aan. Ze had haar getrouwde minnaar, Maddox, gedumpt. Hij laat daarom zijn kans met Maes voorbijgaan en neemt de dronken en misselijke Olsen mee naar zijn huis en laat haar overnachten. Zij ontmoeten eenmaal thuis aangekomen Youngs vader, wat tot haar verbazing filosofie-auteur R.C. Young (Bill Paterson) blijkt te zijn. Ze kan dit moeilijk rijmen met haar idee van haar nieuwe collega, maar die blijkt ook in het bezit te zijn van een mastertitel filosofie, alleen praat hij daar nooit over. Hij verrast haar ook met een cadeautje om haar op te beuren. Hij heeft namelijk onthouden dat La dolce vita haar favoriete film is en heeft voor haar een lp met de filmmuziek gekocht.
Op een feestje wil Young zijn liefde verklaren aan Olsen. Voor hij iets kan zeggen, vertelt zij hem dat zij en Maddox weer bij elkaar zijn. Die heeft voor haar zijn echtgenote verlaten, wat de dochter van Sharp's Magazines eigenaar Richard Haywood is. Deze heeft daarop Maddox en Olsen per direct ontslagen. Zo verdwijnt zij uit zijn leven en promoveert Young naar Maddox' functie.

### Epiloog
Young is een jaar later opgeklommen tot de hoogste rangen van Sharp's Magazine en de sterren staan te dringen om een positieve indruk op hem achter te laten. Maddox werkt inmiddels bij een klein blaadje en slijmt bij hem om een beetje tijd voor een interview met Maes, met wie Young naar de Apollo Awards in Los Angeles is gekomen. Maddox' relatie met Olsen is ook voorbij. Tijdens de uitreiking wint Maes de prijs voor beste actrice. Als ze de prijs op wil halen, besluit Young niettemin dat hij de ring terug wil die zij hem ontfutselde. Deze was van zijn moeder en kreeg hij om aan de ware te geven. Young beseft nu dat Olsen dit is. Doordat hij de ring van Maes' vinger wil krijgen en zij dit weigert, ontstaat er een schermutseling tussen hen waarbij tafels, stoelen en het halve buffet eraan gaat. Niettemin weet hij weg te komen met de ring. Hij vindt Olsen vervolgens op een openluchtvertoning van La dolce vita.

## Rolverdeling
- Miriam Margolyes - Mrs. Kowalski, Youngs huisbaas in New York
- Hannah Waddingham - Elizabeth Maddox
- Janette Scott - Mrs. Young
- Margo Stilley - Ingrid
- Isabella Calthorpe - Anna
- Ashley Madekwe - Vicky
- Jane Perry - Mrs. Harding

## Trivia
- Young noemt zijn huisbaas op zeker moment Mrs. Lebowski in plaats van Mrs. Kowalski. Medespeler Bridges (Harding) was de hoofdrolspeler van The Big Lebowski. Zijn personage daarin dronk White Russians, die ook zeer regelmatig in How to Lose Friends ... voorkomen.
- Het personage Clayton Harding (Bridges) is gebaseerd op Graydon Carter van het tijdschrift Vanity Fair.
- Young probeert in het begin van de film Thandie Newton te versieren. In de film Run Fatboy Run (2007) speelden ze elkaars geliefden.
- Janette Scott verscheen in 2008 voor de eerste keer in een film sinds Bikini Paradise uit 1967.